# Колемаев, Владимир Алексеевич
Владимир Алексеевич Колемаев (9 июля 1935  — 14 мая 2009, Москва) — российский экономист, доктор экономических наук, профессор, заведующий кафедрой прикладной математики Государственного университета управления (1988 — 2009), создатель научной школы трёхсекторной экономики.

## Биография
Владимир Алексеевич Колемаев родился в Москве 9 июля 1935 года в  семье служащих.
Мать Владимира Алексеевича умерла в эвакуации в Челябинске в 1942 году, отец работал начальником плановых отделов ряда министерств СССР, с 1965 года был персональным пенсионером, умер в 1985 году.
В 1942 году по возвращении из эвакуации В. А. Колемаев поступил в среднюю школу в районе Марьиной рощи, закончил эту школу с серебряной медалью, и 1 сентября 1952 года ректор Московского государственного университета имени М. В. Ломоносова академик И. Г. Петровский подписал приказ № 446/у, по которому Владимир Алексеевич был зачислен студентом первого курса механико-математического факультета без вступительных экзаменов — как медалист (в то время не существовало практики приёма медалистов в вузы без экзаменов, и это был один из первых опытов).
Деканом мехмата в те годы был академик А. Н. Колмогоров, а лекции будущим математикам читали крупнейшие учёные — академики Академии наук СССР А. Н. Колмогоров и П. С. Александров, А. Н. Тихонов и И. Г. Петровский, С. Л. Соболев и А. А. Ляпунов.
Уже будучи профессором и заведующим кафедрой, Владимир Алексеевич часто вспоминал как пример блестящей методической работы лекции Л. А. Тумаркина по математическому анализу, а эталоном максимальной требовательности экзаменатора для В. А. Колемаева была доцент З. М. Кишкина.
Примером для себя Владимир Алексеевич всегда считал Андрея Николаевича Колмогорова.
Через всю жизнь Владимир Алексеевич пронёс любовь к спорту и природе, заложенную в школьные и студенческие годы, с удовольствием вспоминал и об общественной деятельности, особенно о своей работе агитатором на строительстве Главного здания МГУ.
В. А. Колемаев учился в 501-й группе вместе с С. А. Айвазяном, В. А. Каштановым, В. Ф. Колчиным, Э. И. Кузнецовым, Л. Н. Куцевым, Ю. А. Розановым, О. В. Староверовым и В. П. Чистяковым — все они стали впоследствии известными математиками. 501-я группа мехмата готовилась для работы в области криптографии, и по окончании МГУ в 1957 году Владимир Алексеевич был распределён инженером предприятия п/я 1395, где до 1959 года  решал важнейшие для обороны нашей страны задачи криптографии.
В 1958 году у Владимира Алексеевича родился сын Олег, а в 1968 году — сын Святослав.
В январе 1960 года В. А. Колемаев поступил в аспирантуру Института машиноведения Академии наук СССР. В аспирантуре Владимир Алексеевич занимался математическими моделями статистического регулирования размеров изделий серийного производства, для чего им был решён ряд задач оптимального управления, оптимального регулирования винеровского процесса, оптимальной оценки неизвестных параметров. По результатам этих работ в 1965 году В. А. Колемаев защитил в Институте автоматики и телемеханики Академии наук СССР диссертацию на соискание учёной степени кандидата технических наук (тема диссертации «Задачи управления стохастическими объектами»).
По окончании аспирантуры в 1963 — 1966 годах В. А. Колемаев работал научным сотрудником Математического института имени В. А. Стеклова Академии наук СССР, где решил несколько задач теории случайных процессов и оптимального управления, в частности, задачу о коррекции движения тела с ограниченным запасом топлива на борту (1966).
В 1966 году В. А. Колемаев занялся научной работой в области математического моделирования экономики сельского хозяйства, работая старшим научным сотрудником, заведующим отделом прогнозирования Всесоюзного научно-исследовательского института экономики сельского хозяйства Минсельхоза СССР (1966 — 1971), руководителем лаборатории Всесоюзного научно-исследовательского института электромеханики Минэлектротехпрома СССР (1971), заведующим отделом, заведующим отделением математического обеспечения Московского научно-исследовательского и проектного института автоматизированных систем управления в городском хозяйстве Минприбора СССР (1971 — 1973), заведующим сектором, заведующим отделом Всесоюзного научно-исследовательского института кибернетики Минсельхоза СССР (1973 — 1977).
В это время Владимир Алексеевич построил модели оценки земли, оптимизации сельскохозяйственных предприятий, совершенствования хозяйственного механизма и товародвижения в плодоовощном хозяйстве, а также прогнозирования территориально-отраслевой структуры агропромышленного комплекса нашей страны.
В 1973 году Владимир Алексеевич руководил разработкой пакета прикладных программ для розничной торговли, в 1974 — 1977 годах под руководством В. А. Колемаева была разработана автоматизированная система управления сельскохозяйственным предприятием «АСУ-сельхоз», в 1975 — 1977 годах пакет статистической обработки сельскохозяйственной информации.
С конца 1960-х годов Владимир Алексеевич занимался эконометрикой и многомерными статистическими методами, где получил крупные теоретические результаты, в частности, в 1970 году разработал ряд эконометрических моделей для использования в криминологии, в 1971 году исследовал регрессионную модель с двумя дисперсиями, в конце 1970-х гг. построил теорию пространственно-временных выборок, аналогичную популярным ныне «панельным данным», в 1980 году проанализировал потерю точности при замене дискретно-непрерывной модели единым уравнением регрессии. 
Работы в области теоретической эконометрики сочетались с практическим применением этой теории: в 1970-х годах В. А. Колемаев построил статистически оптимальную регрессионную модель экономической оценки земли, получил оценки системы производственных функций на уровне сельскохозяйственных предприятий, с помощью компонентного анализа выявил ведущие факторы сельскохозяйственного производства. 
В 1972 — 1973 годах Владимир Алексеевич опубликовал серию работ по применению математической теории массового обслуживания и теории планирования эксперимента к исследованию управления производственными процессами в сельском хозяйстве.
По результатам этих работ в 1980 году Владимир Алексеевич Колемаев защитил докторскую диссертацию на тему «Экономико-статистический анализ и моделирование сельскохозяйственного производства», в 1982 году Высшая аттестационная комиссия при Совете Министров СССР присудила В. А. Колемаеву учёную степень доктора экономических наук, в 1983 году ВАК присвоил Владимиру Алексеевичу учёное звание профессора.
С 1977 года Владимир Алексеевич стал сочетать научную работу с научно-педагогической.
В 1977 — 1987 годах В. А. Колемаев последовательно был доцентом кафедры статистики, деканом заочного факультета, профессором кафедры статистики, заведующим кафедрой экономики и организации продовольственного комплекса, заведующим кафедрой экономической кибернетики, деканом факультета экономической кибернетики, проректором по учебной работе Московского института народного хозяйства имени Г. В. Плеханова (ныне — Российская экономическая академия имени Г. В. Плеханова).
Результаты научной работы Владимира Алексеевича нашли отражение в преподаваемых им курсах теории вероятностей, математической статистики и экономики сельского хозяйства.
Много сил профессор В. А. Колемаев отдал и административной работе в должностях декана и проректора, организовал не только учебный процесс, но и строительство новых зданий МИНХ в районе станции метро «Добрынинская», существенно усовершенствовал процесс распределения выпускников, учебные планы экономических специальностей, в особенности, специальности «Экономическая кибернетика».
В 1970 — 1980-х годах В. А. Колемаев читал лекции и занимался научной работой в Болгарии, Венгрии, Вьетнаме, Германии (в командировках).
С 1987 по 1998 год Владимир Алексеевич заведовал лабораторией Научно-исследовательского института экономики сельского хозяйства Нечернозёмной зоны РСФСР Всесоюзной академии сельскохозяйственных наук имени В. И. Ленина, где руководил научно-практическими расчётами по моделям агропромышленного комплекса СССР в разрезе союзных республик. Предложил новый метод формирования поставок сельскохозяйственной продукции в общесоюзный фонд, построил модели сбалансированного развития агропромышленного комплекса и прогнозирования его развития.
В 1988 г. Владимир Алексеевич был избран на должность заведующего кафедрой прикладной математики Московского института управления имени Серго Орджоникидзе (ныне — Государственный университет управления) и проработал в этой должности до последнего дня своей жизни.
Преподавание математической экономики и эконометрики в ГУУ привело профессора В. А. Колемаева к разработке ряда новых математических моделей. В 1997 году Владимир Алексеевич построил модель перевооружения экономики в результате технического прогресса, в 2006 — 2007 годах синтезировал упреждающий аналог модели Самуэльсона — Хикса.
Самым главным (и самым любимым) научным достижением Владимира Алексеевича стало новое научное направление, связанное с предложенной им в 1996 году трёхсекторной моделью экономики. С помощью трёхсекторной модели В. А. Колемаев исследовал влияние инфляции, внешней торговли, налоговой и структурной политики на производство и потребление и показал, что инвестирование природной ренты в производство приводит к падению цен на средства производства и к умеренной инфляции на потребительском рынке.
Владимир Алексеевич проявлял к студентам и аспирантам безграничный такт и внимание, любовь и терпение. Очень переживал за каждого аспиранта, особенно во время защиты диссертации,  никогда не навязывал своего мнения и давал полную научную свободу, но всегда приходил на помощь с блестящей идеей по теме диссертации в трудные моменты, не дожидаясь, пока аспирант опустит руки.
Обычно летом на третий год аспирантуры Владимир Алексеевич приглашал очередного аспиранта к себе на дачу, где они обстоятельно обсуждали и серьёзно правили вариант диссертации, который аспирант считал окончательным, а потом Владимир Алексеевич с женой Раисой Николаевной угощали аспиранта вкусным обедом, и все вместе шли смотреть гордость профессора — плотину.
Дело в том, что Владимир Алексеевич всегда поддерживал прекрасную физическую форму, занимался спортом, увлекался лыжными и байдарочными походами, любил природу. 
Последние пятнадцать лет Владимир Алексеевич в свободное время строил и совершенствовал плотину, превратившую небольшой ручей неподалёку от дачного участка в довольно серьёзное водохранилище. Владимир Алексеевич любил рассказывать о конструкции плотины, о выдре, которая поселилась в пруду.
Летом 2008 года Владимир Алексеевич последний раз катал коллег и учеников на байдарке по пруду, построенному своими руками и по собственному проекту...
14 мая 2009 года Владимира Алексеевича Колемаева не стало.

## Публикации
Всего профессор В. А. Колемаев опубликовал более 160 научных и учебно-методических трудов. Среди них — статьи в ведущих научных журналах: «Известия АН СССР. Техническая кибернетика», «Экономика и математические методы», «Теория вероятностей и её применения», «Автоматика и телемеханика», «Прикладная эконометрика», «Проблемы управления», «Вестник статистики», «Машиностроение», «Международный сельскохозяйственный журнал», «Алгоритмы и программы», «Экономика сельского хозяйства», «Учёные записки по статистике», «Экономические науки», «Вестник сельскохозяйственной науки» и др. 
В 1973 году В. А. Колемаев опубликовал в издательстве «Машиностроение» монографию «Точность производства в машиностроении и приборостроении» (в соавторстве с Н. О. Гавриловым и др.).
В 1991 году Владимир Алексеевич опубликовал в издательстве «Высшая школа» учебное пособие «Теория вероятностей и математическая статистика» в соавторстве с О. В. Староверовым и В. Б. Турундаевским и с тех пор стал активно заниматься подготовкой учебников для вузов. В 1997 году вышел учебник «Теория вероятностей и математическая статистика» в соавторстве с В. Н. Калининой, в 1998 году — учебник  «Математическая экономика», в 1999 году — учебник «Математические методы принятия решений в экономике», подготовленный коллективом кафедры прикладной математики ГУУ под руководством и редакцией В. А. Колемаева, в 2004 году был опубликован учебник «Эконометрика», в 2005 году — учебник «Математическое моделирование макроэкономических процессов и систем», в 2008 году — учебник «Математические методы и модели исследования операций».

## Избранные научные работы
- Колемаев В. А. Математическая экономика. — М.: ЮНИТИ-ДАНА, 1998, 2002, 2005.
- Колемаев В. А., Константинова Л. А. Структурный анализ реального сектора экономики РФ // Материалы 14-й Всероссийской научной конференции молодых учёных и студентов «Реформы в России и проблемы управления—99»: Выпуск 2. — М.: ГУУ, 1999.
- Колемаев В. А. Условия возникновения и самоподдержания инфляции // Сборник научных трудов Международной академии информатизации, отделение «Информатизации АПК». — М.: Копия-принт, 1998.
- Колемаев В. А. Исследование инфляции и налогообложения с помощью трёхсекторной модели экономики // Вестник университета. — 1999. — № 1.
- Колемаев В. А., Константинова Л. А. Статистика трёхсекторной экономики // Вопросы статистики. — 2000. — № 4.
- Колемаев В. А. Моделирование сбалансированного экономического роста // Вестник университета. — 2000. — № 1 (3).
- Колемаев В. А. Альтернативный способ определения технологического оптимума // Вестник университета. Информационные системы управления. — 2001. — № 1.
- Колемаев В. А., Белова Е. Ю. Моделирование внешней торговли страны с сырьевой направленностью экономики // Труды Международной академии наук высшей школы. — 1999.
- Колемаев В. А. Детерминанты внешней торговли // Вестник университета. Информационные системы управления. — 2000. — № 1.
- Колемаев В. А. Влияние внешней торговли на национальную экономику // Труды Международной академии наук высшей школы. — 2000.
- Колемаев В. А., Белова Е. Ю. Исследование условий целесообразности вхождения национальной экономики в мировой рынок // Вестник университета. Информационные системы управления, № 1, 2001.
- Колемаев В. А. Золотое правило распределения ресурсов // Вестник университета. Информационные системы управления. — 2001. — № 2.
- Колемаев В. А. Оптимальный сбалансированный рост в трёхсекторной экономике // Вестник университета. Информационные системы управления. — 2001. — № 3.
- Колемаев В. А. Моделирование оптимального экономического роста // Вестник университета. Информационные системы управления. — 2002. — № 1.
- Колемаев В. А., Галкин А. Н. Сотрудничество и конкуренция в трёхсекторной экономике // Вестник университета. Информационные системы управления. — 2003. — № 4.
- Колемаев В. А. К вопросу о конкуренции материального и потребительского секторов национальной экономики // Вестник университета. — 2003. — № 3.
- Колемаев В. А. Моделирование использования дополнительного дохода, вызванного ростом мировых цен на энергоресурсы и сырьё// Вестник университета. — 2006. — № 3.
- Колемаев В. А. Аналитическое исследование конкуренции материального и потребительского секторов национальной экономики // Математические методы и модели исследования операций: Учебник. – М.: ЮНИТИ-ДАНА, 2008.
- Колемаев В. А. О последствиях инвестирования в производство дополнительного дохода, порождённого ростом мировых цен на энергоресурсы и сырьё // Прикладная эконометрика. — 2007. — № 3.
- Колемаев В. А., Малков Д. А. Об инфляционных последствиях инвестирования природной ренты в производство // Вестник университета. Развитие отраслевой и региональной экономики. . — 2007. — № 2.
- Колемаев В. А. Оптимальный сбалансированный рост открытой трёхсекторной экономики // Прикладная эконометрика. — 2008. — № 5.

## Подготовка кандидатов и докторов наук
Владимир Алексеевич очень трепетно и, вместе с тем, серьёзно относился к своим ученикам, многие из которых сейчас руководят крупным предприятиями и организациями, а более 30 стали кандидатами и докторами экономических наук.

## Награды
В 1982 году профессор В. А. Колемаев был награждён медалью «Ветеран труда», в  1997 году — медалью «В память 850-летия Москвы» и избран действительным членом Международной академии наук высшей школы, в 1999 году Министерство образования Российской Федерации наградило Владимира Алексеевича нагрудным знаком «Почётный работник высшего профессионального образования Российской Федерации».

## Общественная деятельность
Владимир Алексеевич избирался председателем Научно-методического совета Минвуза СССР по специальности «Экономическая кибернетика», членом Президиума Научно-методического совета по математике при Минобрнауки России, членом Государственной экспертной комиссии Госплана РСФСР, членом Учёных советов МИНХ и МИУ — ГАУ — ГУУ, ряда Диссертационных советов, руководил научными семинарами в МИНХ, ВНИИЭиОСХНЗ, ГУУ.
В последние годы много сил и энергии В. А. Колемаев отдал организации научного семинара «Математическое и компьютерное моделирование экономики», действующего в Институте информационных систем управления ГУУ, регулярно приглашал интересных докладчиков — выдающихся учёных из различных областей математической экономики.
В 2004  — 2009 годах был председателем жюри Всероссийских студенческих олимпиад по теории вероятностей и математической статистике.